# Mathew Tait
Mathew James Murray Tait (Wolsingham, 6 febbraio 1986) è un ex rugbista a 15 britannico che giocava sia come tre quarti centro che come estremo; nella sua carriera vanta 38 presenze con l'Inghilterra.

## Biografia
Già segnalatosi da adolescente per le sue qualità (guidò la squadra della sua scuola alla finale di un torneo nazionale studentesco per due edizioni successive), fu chiamato ai primi impegni internazionali con l'Inghilterra U-16, poi nell'U-18.
Prima di terminare gli studi superiori fu schierato anche nell'U-19, e messo sotto contratto dal Newcastle a 18 anni appena compiuti e l'esame di maturità - poi superato a pieni voti - ancora da sostenere.
L'esordio di Tait in campionato avvenne nel maggio 2004 contro i London Irish, e fu un debutto indubbiamente positivo, dal momento che al primo pallone in assoluto giocato da professionista realizzò una meta.
Nel prosieguo della stagione fu anche chiamato per la rappresentativa Inghilterra VII, con cui disputò un torneo internazionale a Dubai.
Il C.T. della Nazionale maggiore Andy Robinson sorprese tutti, facendo esordire dal primo minuto Tait nella gara d'apertura del Sei Nazioni 2005 contro il Galles: la prestazione generale di tutta la squadra, che perse 9-11, fu considerata non all'altezza, e lo stesso Tait fu in particolare giudicato troppo giovane e inesperto per poter incidere su una partita del genere.
A parte il suo compagno di club Jonny Wilkinson, Tait fu il più giovane inglese del dopoguerra a giocare in Nazionale e, nonostante il suo temporaneo accantonamento, riuscì a ritrovare successivamente il posto in squadra nel corso dell'anno, in occasione dei test autunnali.
Nel frattempo, anche a livello di Nazionale VII, Tait si mise in luce: nel 2006 l'Inghilterra si classificò seconda al torneo rugbistico dei Giochi del Commonwealth di Melbourne, e Tait fu il miglior marcatore di mete della competizione, con 9. Sempre in quell'anno iniziò gli studi di medicina all'università di Newcastle upon Tyne.
Il nuovo C.T. della Nazionale, Brian Ashton, confermò a Tait la fiducia già espressagli da Robinson e lo convocò sia per i test di avvicinamento alla Coppa del Mondo di rugby 2007, sia per la rosa ufficiale che prese parte al torneo, all'interno della quale fu il più giovane: disputò tutti e sette gli incontri e in tale occasione si dimostrò più maturo e incisivo rispetto agli esordi internazionali, dando un sostanziale contributo al raggiungimento della finale (sebbene persa).
A conferma delle positive impressioni suscitate durante la rassegna mondiale, dopo la finale il suo compagno di squadra Mike Catt, che all'epoca era il giocatore più anziano d'età della Nazionale (36 anni), dichiarò Tait essere «il futuro del rugby inglese», riferendosi in particolare alla prestazione del suo più giovane collega contro Tonga nella fase a gironi.
Nel suo corsivo per la BBC, Josh Lewsey scrisse invece che Tait «con la finale aveva raggiunto la maggiore età» (in riferimento all'esordio incerto di quasi 3 anni prima).
A maggio 2008 Tait lasciò il Newcastle per firmare un contratto triennale con i Sale Sharks; a tutto il 2010 è sceso in campo nel suo quarto torneo del Sei Nazioni consecutivo, quinto complessivo.
Nell'estate del 2011 Tait si è trasferito al Leicester.